# اینجه ممد
اینجه مَمَد (به [İnce Memed] Error: {{Lang-xx}}: متن دارای نشانه‌گذاری ایتالیک است (راهنما)) نام یک رمان دنباله‌دار است که یاشار کمال، نویسندهٔ کُرد اهل ترکیه نوشته‌است. این کتاب یکی از آثار مشهور ادبی جهان است.
اینجه ممد داستان شورش دهقان‌زاده‌ای است که در برابر زمینداران بزرگ به‌پا می‌خیزد. یاشار کمال، که خود سال‌ها از نزدیک شاهد استثمار و سرکوب دهقان‌ها بود، می‌گفت که فکر نوشتن این رمان زمانی به ذهنش رسید که شاهد کشته شدن یک یاغی توسط ژاندارم‌ها بود. «ممد» برگرفته از خاطرات یاشار کمال از دایی‌اش بود که در آن زمان از یاغی‌های معروف در شرق آناتولی، منطقهٔ قفقاز و ایران به‌شمار می‌رفت.
این «رمان چهارگانه» به‌ترتیب در سال‌های ۱۹۵۵، ۱۹۶۹، ۱۹۸۴، و ۱۹۸۷ منتشر شده‌اند.
اینجه ممد به بیش از ۴۰ زبان ترجمه شده و فیلمی هم بر اساس آن ساخته شده‌است.